# Лесниково (Курганская область)
Лесниково — село в Кетовском районе Курганской области, центр Лесниковского сельсовета.

## История
По имеющимся данным село было основано в 1758 году.

## География
Расположено Лесниково в центре района и области, на правом берегу Тобола, у места впадения притока Утяк, расстояние до райцентра Кетово — 6 километров, до Кургана — 19 километров, высота над уровнем моря 88 м.

## Население
| 1989 | 2002  | 2010  | 2021  |
| ---- | ----- | ----- | ----- |
| 5097 | ↗6000 | ↘5056 | ↘3766 |

В селе расположено крупное высшее учебное заведение — Курганская государственная сельскохозяйственная академия имени Т. С. Мальцева, средняя школа — лицей имени А. В. Тюнина, лицей-интернат для одарённых детей, музыкальная школа, детский сад. Работает почта, отделение Сбербанка, есть дом престарелых, церковь Сергия Радонежского (на территории академии)